# Steven Milloy
Steven J. Milloy est avocat, lobbyiste, auteur et commentateur de la chaine TV américaine conservatrice Fox News.
Parfois baptisé Junkman, et bien qu'il prétende ne jamais avoir été lobbyiste, ses liens d'intérêt financiers et organisationnels, étroits, avec l'industrie (industrie du tabac, industrie pétrolière-gazière, industrie des pesticides notamment), ont été démontrés, notamment à la suite de la publication des archives secrètes de l'industrie du tabac. Il a fait notamment partie du groupe de pression Advancement of Sound Science Center (dit TASSC, précédemment dénommé The Advancement of Sound Science Coalition), groupe créé par  Altria (Philip Morris Companies Inc.) pour contrer la législation qui émergeait pour protéger les non-fumeurs du tabagisme passif. Milloy a été critiqué pour avoir constamment appuyé des affirmations fausses sur l'absence de risques pour la santé du tabagisme passif, avant d'émettre des doutes sur ces risques, tout comme il a ensuite contesté le consensus scientifique sur le réchauffement climatique,. En tant que lobbyiste, journaliste ou individu, il a aussi dénié la dangerosité du DDT (qui selon lui aurait été interdit de la faute des écologistes, ce qui est un mythe qui persiste depuis ; en réalité un grand nombre de déprédateurs étaient devenus résistants à ce pesticide), du daminozide (ou Alar, un régulateur chimique de croissance des plantes), les implants mammaires, le tabagisme passif, le réchauffement climatique, la destruction de la couche d'ozone ou encore la maladie de la vache folle.
Milloy a dirigé le CSRWatch.com, site internet (aujourd'hui fermé) qui était consacré à surveiller, dénoncer et critiquer tous les mouvements encourageant la RSE (responsabilité sociétale des entreprises (ou sociale et environnementale).
Des années 1990 à la fin de 2005, il a été chercheur associé au Cato Institute, connu pour son libertarianisme de droite, et pour avoir hébergé le site JunkScience.com, lequel a répertorié de nombreux liens vers des articles sur de  nombreux problèmes environnementaux et de santé publique, accompagnés de commentaires édités avec l'aimable autorisation de Steven Milloy. 

Milloy est aussi chercheur associé dans le think tank et groupe de pression « Competitive Enterprise Institute ». 
Enfin, il dirige le Congressional Effect Fund (anciennement le Free Enterprise Action Fund), un fonds commun de placement qu'il contrôle avec Tom Borelli (ancien dirigeant de l'industrie du tabac).

## Éducation, formation
Selon sa biographie officielle, Milloy est titulaire d'un BA en sciences naturelles de l'université Johns-Hopkins, d'une maîtrise en sciences de la santé en biostatistique de la Johns Hopkins University School of Hygiene and Public Health, d'un doctorat en droit de l'université de Baltimore et d'une maîtrise en droit obtenu au Centre de droit de l'université de Georgetown.

## Carrière
Milloy s'est d'abord présenté comme étant « directeur des études de politique scientifique » de l'INPE (ou NEPI pour les anglophones) ; 
ce « National Environmental Policy Institute » (NEPI) a été créé en 1993, un peu plus d'un an après le Sommet de la terre (1992) de Rio de Janeiro. Ce NEPI a été fondé par deux élus du Congrès américain : Don Ritter (R-PA) et Dennis Hertel (D-MI).

La majeure partie du financement initial de ce groupe de pression et de greenwashing provenait de l'association industrielle Occidental Petroleum, et d'autres compagnies pétrolières.
Ce lobby d'entreprises industrielles voulaient notamment s'opposer à certains aspects du programme de dépollution mis en place par le Superfund aux États-unis.  La publication de NEPI : Science-Based Risk Assessment: A Key to the Superfund Puzzle, déclarait : « Une science solide et des évaluations des risques plus précises peuvent réduire considérablement les coûts de remédiation, tout en réduisant les risques réels pour la santé lorsqu'ils sont découverts ». Steven J. Milloy du NEPI instille le doute en suggérant que la dépollution coûterait 60 % de moins si le programme se concentrait plus directement sur le risque lors de l'identification des remèdes appropriés.
Dans le même temps, Milloy travaille avec APCO & Associates (société spécialisée en sciences / relations publiques de Philip Morris), et en coulisses, il est le contact pour le nouveau TASSC et pour le développement d'une nouvelle entreprise de courrier électronique / informatique connue sous le nom de Issues Watch pour APCO. APCO a officiellement établi le TASSC le 1er octobre 1993 ; le budget pour la 1ère année complète de fonctionnement était de 365 411 $.
En 1994, selon son site Web, Milloy se présentait comme chef de projet du Regulatory Impact Analysis Project, Inc. pour le département américain de l'Énergie.
Le Cato Institute, où il était inscrit comme chercheur associé, a publié ses travaux de 1995 à 2005.
Milloy a commencé à publier une critique systématique de ce qu'il appelle « science-poubelle », en bénéficiant de son aura de président du Réseau d'analyse des politiques environnementales (Environmental Policy Analysis Network) en 1996.
L'emploi de Milloy par le groupe EOP Inc. (groupe de lobbyistes majeurs) remonte à avant 1995 ; ce groupe l'avait déclaré comme lobbyiste actif, « technique » ou autre. Il a notamment porté un dossier de lobbying au nom de « Fort Howard Corporation », de l'International Food Additives Council, de Monsanto Co. et d'Edison Electrics.
Le Competitive Enterprise Institute a également proposé à Philip Morris que Milloy et ses partenaires Michael Gough et Michael Fumento soient missions pour attaquer la FDA par le biais de rapports à la Chambre et au Sénat sur la réforme de la gestion des risques.
En mars 1997, Milloy a quitté le travail dans l'ombre pour devenir président de « The Advancement of Sound Science Coalition » (TASSC), établi sous le gouvernement Garrey Carruthers du Nouveau-Mexique par Philip Morris, qui devint plus tard The Advancement of Sound Science Center. Il a des liens (à la fois via Philip Morris et Fox News) avec Rupert Murdoch et le groupe médiatique News Corporation. Il a été correspondant de Fox News de 2002 à 2009, et il est devenu directeur des politiques chez Murray Energy et a joué un rôle politique plus direct en étant membre de l'équipe de transition présidentielle de Donald Trump.

## Milloy et la «Junk science»
Milloy a en grande partie lancé le terme « science indésirable » dans le débat public. 
Il le définit comme « données scientifiques erronées et analyses utilisées pour faire avancer des agendas spéciaux, souvent cachés», ou encore comme une « mauvaise science utilisée par des avocats fans de procès, la police de l'alimentation, les petit poulets  environnementaux, des régulateurs ivres de puissance et des scientifiques non éthiques à malhonnêtes pour alimenter des poursuites spécieuses, des agendas sociaux et politiques farfelus, et la quête de la gloire et d'une fortune personnelles » .
Milloy affirme que «la « foule » de la Junk science comprend : 
- Les Médias, qui « peuvent utiliser cette fausse science pour des titres et des programmes sensationnels »…
- « Les avocats plaidant sur le thème des blessures personnelles, [qui] peuvent utiliser cette science indésirable pour inciter les jurys à rendre d'énormes verdicts »,
- « et autres… »

Milloy applique fréquemment ce terme aux sciences du changement climatique, et à certaines controverses en matière de santé [réf. souhaitée].
Des scientifiques et rédacteurs scientifiques tels que David Michaels affirment que Milloy et d'autres utilisent ce terme, presque uniquement pour « dénigrer les scientifiques et les études dont les découvertes ne servent pas la cause des entreprises ». 
Dans un éditorial de Chemical & Engineering News, le rédacteur en chef Rudy Baum a qualifié le site Web Junkscience.com de Milloy d'« exemple le plus connu de l'effort de la droite aux États-Unis pour discréditer la science, la technologie et l'information médicale largement acceptées ». Il a ensuite qualifié Milloy d'« infatigable polémiste anti-science » qui applique le terme Junk science à « tout ce qui ne correspond pas à son concept de droite de la réalité ». Dans le même ordre d'idées, un éditorial de l'American Journal of Public Health a noté que « attaquer la science sous-jacente à des décisions politiques publiques difficiles avec le label de« poubelle » est devenu un stratagème courant pour ceux qui s'opposent à la réglementation… Il suffit de parcourir JunkScience.com pour avoir une idée de la longue liste de problèmes de santé publique pour lesquels la recherche a été ainsi étiquetée ».

### Tabagisme passif
Milloy fait partie de ceux qui ont le plus critiqué la recherche reliant tabagisme passif au cancer, affirmant que « la grande majorité des études ne rapportaient aucune association statistique ».
En 1993, Milloy a rejeté un rapport de l'EPA établissant un lien entre la fumée de tabac « secondaire » et le cancer comme étant « une blague ».

Cinq ans plus tard, Milloy a estimé que son point de vue était juridiquement confirmé quand un tribunal fédéral a critiqué les conclusions de l'EPA (mais la conclusion de ce tribunal contre l'EPA a été annulée en appel).
Quand en 1997 le British Medical Journal a publié une méta-analyse confirmant ce lien, Milloy a écrit : « Sur les 37 études, seulement sept — moins de 19 % — rapportaient des augmentations statistiquement significatives de l'incidence du cancer du poumon… La méta-analyse des études sur la fumée secondaire était une blague quand l'EPA l'a faite en 1993 ». Et « cela reste une blague aujourd'hui », selon lui. Lorsqu'un autre chercheur a publié une étude liant la fumée secondaire au cancer, Milloy a écrit qu'elle « doit avoir des photos d'éditeurs de journaux dans des positions compromettantes avec les animaux de ferme. Comment pouvez-vous expliquer autrement ses études à la lumière du jour ? ».

#### Liens avec l'industrie du tabac
Lors de son séjour à FoxNews, Milloy a continué de critiquer les allégations selon lesquelles le tabagisme passif cause le cancer. Mais avec la publication de documents confidentiels de l'industrie du tabac dans le cadre de l'entente de règlement- cadre sur le tabac, l'objectivité de la position de Milloy sur le tabagisme passif a été remise en question. À partir de ces documents, les journalistes Paul D. Thacker, George Monbiot, et l'Union of Concerned Scientists et d'autres, ont montré que Milloy était en fait un défenseur rémunéré de l'industrie du tabac.
Le site Web junkscience.com de Milloy était relu et révisé par une société de relations publiques embauchée par RJ Reynolds Tobacco Company Milloy a également travaillé en tant que directeur exécutif de The Advancement of Sound Science Coalition (TASSC, créée en 1993 par Philip Morris et sa société de relations publiques « pour étendre et aider Philip Morris dans ses efforts sur les problèmes dans les États ciblés »),. Une note de 1994 de Philip Morris présente le TASSC parmi ses « outils pour influer sur les décisions législatives ». Et, selon son rapport annuel de 1997, le TASSC a « parrainé » junkscience.com.
The New Republic a rapporté que Milloy (présenté par Fox News comme journaliste indépendant) était sous contrat comme conseil pour Philip Morris jusqu'à fin 2005 ; à titre d'exemple : en 2000 et 2001, Milloy a reçu 180 000 $ de Philip Morris pour des 'services de consultation'. Fox News a affirmé ne pas être au courant « du lien de Milloy avec Philip Morris, ajoutant que toute affiliation de Milloy aurait dû être révélée ». L'association de Milloy avec le Cato Institute a pris fin peu de temps après, mais en mars 2008, Milloy continuait d'écrire pour FoxNews.com qui le présentait toujours comme « expert en junk-science ».
George Monbiot a écrit : « Même après que Fox News ait été informé du fait que [Milloy] touchait de l'argent de Philip Morris et d'Exxon, il a continué à l'employer, sans informer ses lecteurs du conflit d'intérêts » Thacker a écrit : {{CitationLes téléspectateurs objectifs ont compris il y a longtemps que Fox News a un agenda politique. Mais, lorsqu'un expert fait la promotion de ce programme tout en étant à la merci des entreprises qui en bénéficient, alors Fox News est allé plus loin}}.

### Soutien au climatoscepticisme
Milloy affirme d'une part que l'activité humaine a peu d'impact sur le changement climatique, et d'autre part que les réglementations visant à limiter les émissions de gaz à effet de serre sont injustifiées et nuisent aux intérêts commerciaux.
Il a récemment offert un prix de 500 000 $ à quiconque pourrait « prouver, de manière scientifique, que les humains causent un réchauffement climatique nocif »,  en spécifiant que « JunkScience.com, à sa seule discrétion, déterminera le gagnant, le cas échéant ».
En novembre 2004, les conclusions du projet international d'évaluation de l'impact du changement climatique dans l'Arctique, dénommé ACIA ont été divulgués au Symposium scientifique international de l'ACIA tenu à Reykjavik en Islande, co-porté par le Conseil de l'Arctique et le Comité scientifique international de l'Arctique (IASC), ce travail a porté sur la variabilité du climat, le réchauffement climatique et l’augmentation du rayonnement ultraviolet et ses conséquences.  Milloy a immédiatement discrédité les chercheurs en affirmant que ce rapport « se debunkait pratiquement lui-même ». Il fondait cette assertion sur le fait que la variation est naturelle, en se basant sur son interprétation d'un seul graphique isolé dans l'ensemble de la grande étude. 

James J. McCarthy (un des auteurs principaux de l'étude), a répondu que ceux qui adoptaient la position de Milloy « devraient réfuter les centaines d'articles scientifiques qui reconstituent diverses pièces de ce puzzle climatique ». L'affirmation de Milloy a cependant été diffusée par divers lobbyistes dont le Competitive Enterprise Institute, contribuant à la fabrique du doute sur la véracité ou la gravité du réchauffement de la planète.
En 2005, il a été montré que des organisations à but non lucratif opérant hors du domicile de Milloy (et dans certains cas n'employant aucun personnel), ont reçu des paiements importants d'ExxonMobil pendant son mandat chez Fox News,,. Un porte-parole de Fox News a défendu Milloy en affirmant qu'il pouvait être « affilié à plusieurs groupes à but non lucratif qui pourraient éventuellement recevoir un financement d'Exxon, mais il ne reçoit certainement pas de financement directement d'Exxon ».
Milloy est aussi directeur exécutif de DemandDebate.com une entité visant à éliminer ce qu'elle appelle « les préjugés de l'éducation environnementale ». Un communiqué de presse du Competitive Enterprise Institute dit que Milloy a « coordonné » les activités du groupe lors du récent concert Live Earth à New York, au cours duquel un avion a encerclé l'événement en tirant une banderole indiquant : « NE CROYEZ PAS AL GORE - DEMANDE DE DÉBAT.COM. »

### U.S. Surgeon General
En 1998, Milloy, pour le TASSC, a co-écrit un article appelant à abolitir le poste d'administrateur de la santé publique des États-Unis (Surgeon General des États-Unis) ; « Nous n'avons pas eu de Surgeon General depuis trois ans. Quelqu'un a-t-il remarqué? La santé de quelqu'un est-elle en danger ? » demandaient les auteurs.

### DDT
Milloy a fait campagne contre l'interdiction de 1972 des utilisations non destinées à la santé publique du DDT aux États-Unis et en faveur d'une utilisation plus large du DDT contre le paludisme, maladie qui, selon lui, pourrait être largement éliminée si le DDT était utilisé de manière plus agressive.
Il a été particulièrement critique à l'égard de Rachel Carson qui, écrit-il, « a déformé la science existante sur la reproduction des oiseaux et s'est trompée sur le DDT causant le cancer ».
Le site Web junkscience.com de Milloy présente « The Malaria Clock : A Green Eco-Imperialist Legacy of Death »,  qui décompte le nombre approximatif de nouveaux cas de paludisme et de décès dans le monde, dont la plupart auraient selon lui pu être évités par l’utilisation plus intensive de DDT.
En juin 2007  L'horloge de Milloy décomptait plus de 94 millions de morts, dont 90 % seraient des femmes enceintes et des enfants de moins de cinq ans. « L'infanticide à cette échelle apparaît sans parallèle dans l'histoire humaine. Ce n’est pas de l’écologie. Ce n'est pas de la conservation. C'est un génocide ».
Le fact-checking de ces assertions a montré que : 
- l'horloge de Carson compte « plus de décès que le paludisme n'en a causé au total »[29], ce qu'une note en bas de la page Web de l'horloge du paludisme semble d'ailleurs reconnaître en déclarant : « Notez que certains de ces cas se serait produit indépendamment de l'utilisation du DDT. Notez également que, bien qu'énormément influente, l'interdiction américaine n'a pas immédiatement mis fin à l'utilisation mondiale du DDT et que la mortalité due au paludisme dans les pays en développement a augmenté au fil du temps plutôt que de sauter instantanément à la valeur estimée de 2 700 000 décès par an. Cependant, convaincu que même un humain sacrifié sur l'autel de la misanthropie verte est infiniment trop nombreux, je laisse reposer l'extrapolation linéaire des nombres à partir d'un démarrage instantané le 1er du mois suivant cette interdiction meurtrière ».
Les assertions générales de Milloy sur le paludisme semblent maintenant démystifiées ; de nombreux commentateurs soulignant en outre les liens étroits de lobbyng entre Milloy, le plaidoyer pour le DDT et l'industrie du tabac comme jetant des soupçons sur les motifs de ses affirmations difficiles à étayer, (son travail semblant plutôt s'inscrire dans la « fabrique du doute »)[30].

En 2006, après un communiqué de presse de l'Organisation mondiale de la santé recommandant une utilisation plus étendue de la pulvérisation  intérieure (avec du DDT ou d'autres pesticides), Milloy a écrit : «C'est un soulagement que l'OMS soit enfin revenue à la raison, mais en 2007, l'OMS a clarifié sa position en se disant « très préoccupée par les conséquences sanitaires de l'utilisation du DDT » et en réaffirmant son engagement à éliminer progressivement l'utilisation du DDT.

### Amiante et  World Trade Center
Le 14 septembre 2001, trois jours après que les attentats du 11 septembre 2001 aient détruit le World Trade Center, Milloy a écrit que les tours du World Trade Center auraient pu tenir plus longtemps, évitant ainsi de nombreuses victimes, si l'utilisation d'un revêtement résistant au feu en amiante n'avait pas été interrompue lors de leur construction. L'article de Milloy a rapporté que : « En 1971, la ville de New York a interdit l'utilisation de l'amiante dans l'ignifugation par pulvérisation (…) À cette époque, un matériau isolant amiante n'avait été pulvérisé que jusqu'au 64e étage des tours du World Trade Center », citant un expert qui a mis en doute l'efficacité du revêtement sans amiante utilisé sur l'acier des étages supérieurs.
Les partisans de l'interdiction de l'amiante ont fortement critiqué l'article, remettant en question ses motivations et contestant ses conclusions. Le Secrétariat de l'« International Ban Asbestos » l'a accusé d'« insensibilité difficile à comprendre ».

### Sécurité alimentaire

#### Produits Quorn…
Répondant aux critiques de la sécurité du produit alimentaire Quorn (substitut protéique de viande à base de champignon) par le Centre pour la science dans l'intérêt public (CSPI), Milloy a accusé CSPI d'avoir une relation non divulguée avec le principal concurrent de Quorn, Gardenburger.
Sur FoxNews.com, Milloy a déclaré que le « CSPI semble avoir une relation peu recommandable avec le concurrent de Quorn, Gardenburger », et a qualifié les plaintes du CSPI de « cris sans scrupules », notant des commentaires dans les bulletins du CSPI tels que « Souvenez-vous des graisses saturées et de la bactérie E. coli qui pourrait se cacher à l'intérieur [d'un hamburger]? Vous pouvez garder le goût mais oublier les soucis avec Gardenburger ».

#### Vache folle
Milloy s'appuie sur l'article d'un auteur unique, se présentant comme « consultant en médecine de santé publique » : George A. Venters, publié dans le British Medical Journal (octobre 2001) titré « Nouvelle variante de la maladie de Creutzfeld-Jakob : l'épidémie qui ne l'a jamais été ». Venters soutien plaide en faveur d'hypothèses alternatives selon lesquelles la variante n'est pas causée par le prion et n'est pas nouvelle ; le nvCJD pourrait même ne pas être une maladie nouvelle mais identique à la maladie du kuru.
Après la découverte d'une vache contaminée par le prion pathogène au Canada, Milloy reprend cette étude (qui se présentait elle-même en opposition au consensus de l'époque) en en déduisant qu'« il n'y a aucune preuve directe que le véhicule de l'infection par l'ESB - une protéine spéciale appelée prion (recherche) - soit infectieux pour les humains. Il n'y a pas non plus de preuve directe que les prions de l'ESB survivent à la cuisson, à la digestion et au système immunitaire humain (…) Si la nvCJD n’est pas une maladie nouvelle, elle ne peut pas être liée à la viande infectée par l’ESB provenant de l’épidémie de vache folle de 1986 (…) Je crois que les éléments de preuve maintenant disponibles jettent de sérieux doutes sur le bien-fondé d'un lien de causalité entre l'encéphalopathie spongiforme bovine et la « nouvelle » variante de la maladie de Creutzfeldt-Jakob ». Il écrit : « Il ne fait aucun doute que l’encéphalopathie spongiforme bovine (ESB), communément appelée « vache folle », est une maladie neurologique hautement infectieuse chez les bovins. Mais l'idée que les gens peuvent contracter une forme humaine de maladie de la « vache folle » en mangeant du bœuf provenant de vaches infectées est plus un pain que du burger ».

### Controverse du rallye
En 1999, David Platt Rall, un éminent scientifique environnemental, est mort dans un accident de voiture. Steven Milloy qui était alors « chercheur adjoint » du Cato Institute, a commenté : « Scratchez un scientifique-poubelle… » Le président du Cato Institute, Edward Crane, a qualifié les commentaires de Milloy de « faute inexcusable en termes de jugement et de courtoisie », mais Milloy a refusé de s'excuser, déclarant « Je suis désolé pour la famille [de Rall] qu'il soit mort. Je ne voulais pas leur faire un reproche. Mais il a joué un énorme rôle dans la science-poubelle, et c'est indéniable »

## Lobbyiste souvent caché?
Le programme de divulgation de déclaration de lobby du Sénat des États-Unis répertorie Milloy comme lobbyiste enregistré pour le groupe EOP pour les années 1998-2000.
Le guide des représentants de Washington l'a aussi répertorié comme lobbyiste pour le groupe EOP en 1996, (parmi les clients du groupe EOP figurent :
- l'« American Crop Protection Association » (qui défend les pesticides chimiques) ;
- le « Chlorine Chemistry Council » ;
- l'« Edison Electric Institute » (qui défend les énergies fossiles et l'énergie nucléaire) ;
- « Fort Howard Corp. » (un fabricant de papier) ;
- la « National Mining Association ».

Milloy lui-même s'était personnellement enregistré comme lobbyiste pour :
- Monsanto Company (sur le sujet de « la sécurité alimentaire et de l'étiquetage », qui incluait la défense des « aliments OGM ») et pour
- le « Conseil international des additifs alimentaires ».

Milloy nie pourtant avoir jamais fait de lobbying, et dans une réponse faite par courriel en 1998 à propos de son enregistrement en tant que lobbyiste pour EOP, il a écrit :
« Je ne fais de lobbying pour personne. Avant de devenir directeur exécutif de TASSC, j'ai effectué des consultations techniques pour une société de Washington DC qui avait pour politique d'enregistrer tous ses employés et consultants en tant que lobbyistes (qu'ils fassent ou non du lobbying) conformément à une nouvelle loi adoptée en 1995. J'ai demandé que cette liste soit corrigée puisque je ne travaille plus pour cette entreprise ».
Milloy a toujours refusé de divulguer qui le payait, mais il a été très actif comme lobbyiste (souvent à partir de chez lui à Potomac, dans le Maryland) :
Le site Junkscience.com de dispose que d'un mail comme contact, mais une enquête a montré qu'il est enregistré auprès de Milloy Inc, compagnie qui la même adresse que le groupe EOP (le premier cabinet de lobbying à Washington, DC. où Milloy était déclaré comme lobbyiste). En outre le numéro de téléphone de junkscience.com est le même que celui d'« Advancement of Sound Science Coalition » (groupe de pression connu, et ancien projet d'EOP, basé au 1155 Connecticut Ave NW, Suite 300 à Washington, DC ; c'est aussi le numéro de téléphone (et de l'adresse) déclarée par Milloy pour Citizens for the Integrity of Science, Junkscience.com, NoMoresScares.com et l'ex-groupe  Advancement of Sound Science Coalition. Enfin, le numéro de fax utilisé sur de nombreux communiqués de presse au fil des ans est « un fax inter-bureaux » au 1155 Connecticut Ave NW. Milloy a notamment travaillé au sein du groupe de pression Advancement of Sound Science Center (dit TASSC, précédemment dénommé The Advancement of Sound Science Coalition et créé par  Altria (Philip Morris Companies Inc.) afin de contrer toute législation émergente contre le tabagisme passif. 
Ce groupe a été créé par la société de relations publiques APCO Associates Inc., contrôlée par Philip Morris (APCO fait alors dirigé par Niel Cohen, et a notamment été missionnée par le fabricant Philip Morris pour attaquer les références et l'argumentaire scientifiques de l'Agence américaine de protection de l'environnement (EPA, l'équivalent du ministère de l'Environnement, aux États-Unis), quand l'EPA a évoqué la nécessité de classer la fumée secondaire comme « cancérogène avéré ». À titre d'exemple, un contrat a été signé le 16 mars 1994 entre Margery Craus (alors présidente exécutive de l'APCO Associates Inc. basé à Washington) et Ellen Merlo (vice-présidente Affaires corporatives du Philip Morris Inc. basé à New-York), relatif aux services qu'APCO fournira au cigarettier « en reliant les questions relatives à la promotion d'une science et d'une politique publique solides, y compris, mais sans s'y limiter, concernant la fumée de tabac environnementale, l'air intérieur et les questions connexes (questions scientifiques solides) ». Ce contrat stipule qu'Apco va : a) organiser et promouvoir les efforts de la coalition pour fournir des informations sur les enjeux scientifiques solides aux médias et aux fonctionnaires ; b) aider Philip Morris dans ses efforts pour discuter des problèmes spécifiques de « Sound Science » dans chacun des États désignés par Philip Morris en ce qui concerne les Sound Science Issues. En contrepartie des services rendus, outre les remboursements de divers frais d'organisation d'évènements, etc. Philip Morris paiera à Apco au minimum 42 500 dollars par mois.
Bonner Cohen (qui a publié le « bulletin EPA Watch » pour Philip Morris) a été partenaire de Milloy, à la fois dans le TASSC original, et au sein de l'opération remaniée par le biais du Cato Institute. Le TASSC a ensuite aussi été un lobbyiste majeur dans les attaques visant à discréditer l'EPA et plus généralement les sciences du réchauffement climatique.
Ce groupe Citizens for the Integrity of Science (CFIS) est l'organisation supposée parrainer la page junkscience.com de Milloy. Une recherche faite à l'automne 2001 a montré que ce groupe, domicilié au domicile de Steve Milloy (à Potomac chic) avec Steve Milloy comme seul contact administratif. En 2001, le CFIS n'existait pas dans les archives de l'IRS comme organisme à but non-lucratif (alors que son adresse Web se terminant en « .org » suggère un tel statut. Milloy s'est enregistré en « dot.org » mais pas en tant qu'association à but non-lucratif (ce qui l'aurait obligé à des règles de divulgation publique et qu'il semble vouloir éviter pour éviter d'affecter la crédibilité de junkscience.com auprès des internautes et citoyens. On ignore ainsi qui le finance, qui constitue ses conseils d'administration, leurs statuts constitutifs.

## Activisme: lobbyisme d'entreprise
Milloy et l'ancien dirigeant du monde du tabac Tom Borelli gèrent ensemble une entité se présentant comme un fonds commun de placement, dénommé « Free Enterprise Action Fund » (FEAF). 
Ce fonds a critiqué les entreprises qui choisissent volontairement d'adopter  des normes environnementales élevées. 
À travers la plateforme de la FEAF, Milloy a critiqué un certain nombre d'autres entreprises pour avoir adopté des initiatives environnementales :
- La FEAF a critiqué Microsoft pour avoir abandonné l'utilisation du PVC dans ses matériaux d'emballage[42].
- Milloy a accusé la Business Roundtable (groupe de PDG pro-business), de « se taire sur les menaces actuelles pour les entreprises », ajoutant : « En septembre dernier, nous avons averti 18 PDG d'entreprises membres participant à l'initiative de « croissance durable » du BRT d'arrêter de gaspiller les ressources des entreprises »[43] ;
- Milloy et Borelli ont fait valoir que General Electric (GE) nuit à ses actionnaires en lançant un programme de réduction des émissions de gaz à effet de serre[44] ;
- Ils ont aussi accusé GE d'ignorer les apports de groupes sceptiques sur le réchauffement climatique tels que le Cato Institute et le Competitive Enterprise Institute dans l'élaboration de leur politique environnementale[44]

La FEAF a à son tour été critiquée :
- par Chuck Jaffe, analyste d'investissement qui la décrit comme « un groupe de défense à la recherche d'actifs ». Jaffe conclut « Supprimez la rhétorique, et vous obtenez un fonds indiciel très cher et sous-performant, tandis que Milloy et son partenaire Thomas Borelli obtiennent une plate-forme pour diffuser leur propagande ».
- Daniel Gross, qui dans le magazine Slate, dit que la FEAF « semble être une entreprise de lobbying se faisant passer pour un fonds commun de placement ». Il note que Milloy et Tom Borelli (ancien chef des affaires scientifiques d'entreprise de Philip Morris), n'avaient aucune expérience de la gestion financière et que la FEAF avait largement sous-performé le S&P 500 pendant ses 10 premiers mois d'existence. Gross a conclu que « à court terme, il semble que Borelli et Milloy paient essentiellement ce fonds pour avoir le privilège de l'utiliser comme plate-forme pour diffuser leurs points de vue sur la gouvernance d'entreprise, le réchauffement climatique et une foule d'autres problèmes »[45].

#### Sites Web de Milloy
- Notices d'autorité :   - VIAF
  - ISNI
  - LCCN
  - CiNii
  - Israël
  - Tchéquie
  - WorldCat
- Ressource relative à la vie publique :   - C-SPAN
- Junkscience.com
- Le défi ultime du réchauffement climatique

#### Archives des documents sur le tabac
- Bibliothèque de documents Legacy Tobacco de l'université de Californie à San Francisco.
- Site de documentation de Philip Morris USA